# Pavonia morii
Pavonia morii är en malvaväxtart som beskrevs av A. Krapovickas. Pavonia morii ingår i släktet påfågelsmalvor, och familjen malvaväxter. Inga underarter finns listade i Catalogue of Life.